# Kara-kul (tó)

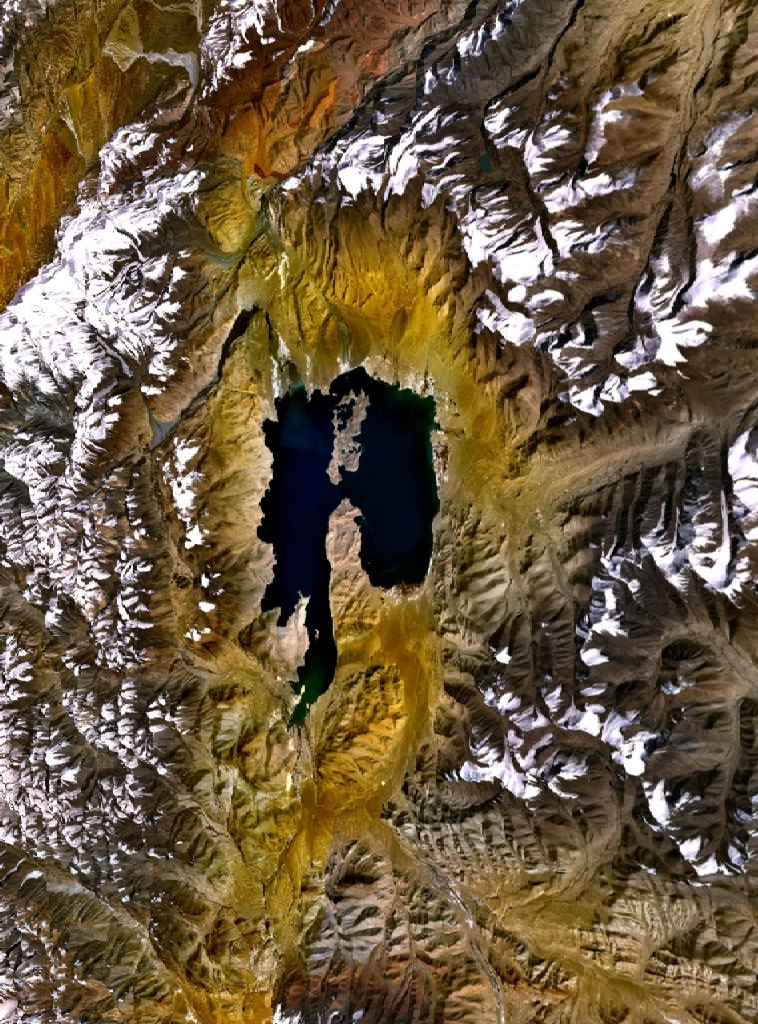
Műholdkép a Kara-kulról

A Kara-kul (kirgiz nyelven: fekete tó, régen tádzsik nyelven: Sziob, manapság Қарокӯл [Karakul]) lefolyástalan tó Tádzsikisztánban, a Hegyi-Badahsán Autonóm Területen, a Pamírban. 3920 m tengerszint feletti magasságon fekszik, a felszíne kb. 380 km². A déli parttól észak felé nyúló félsziget, és a felette elterülő ki sziget két részre osztják a tómedret. A keleti, kisebb medence max. mélysége 19 m. A nagyobb, nyugati tómeder mélysége eléri a 230 métert is. A Kara-kul becsapódási kráterben helyezkedik el.

## Fordítás
- Ez a szócikk részben vagy egészben  a   Karakul (Tadschikistan) című német Wikipédia-szócikk fordításán alapul.  Az eredeti cikk szerkesztőit annak laptörténete sorolja fel. Ez a jelzés csupán a megfogalmazás eredetét és a szerzői jogokat jelzi, nem szolgál a cikkben szereplő információk forrásmegjelöléseként.